# カンブリア年代記

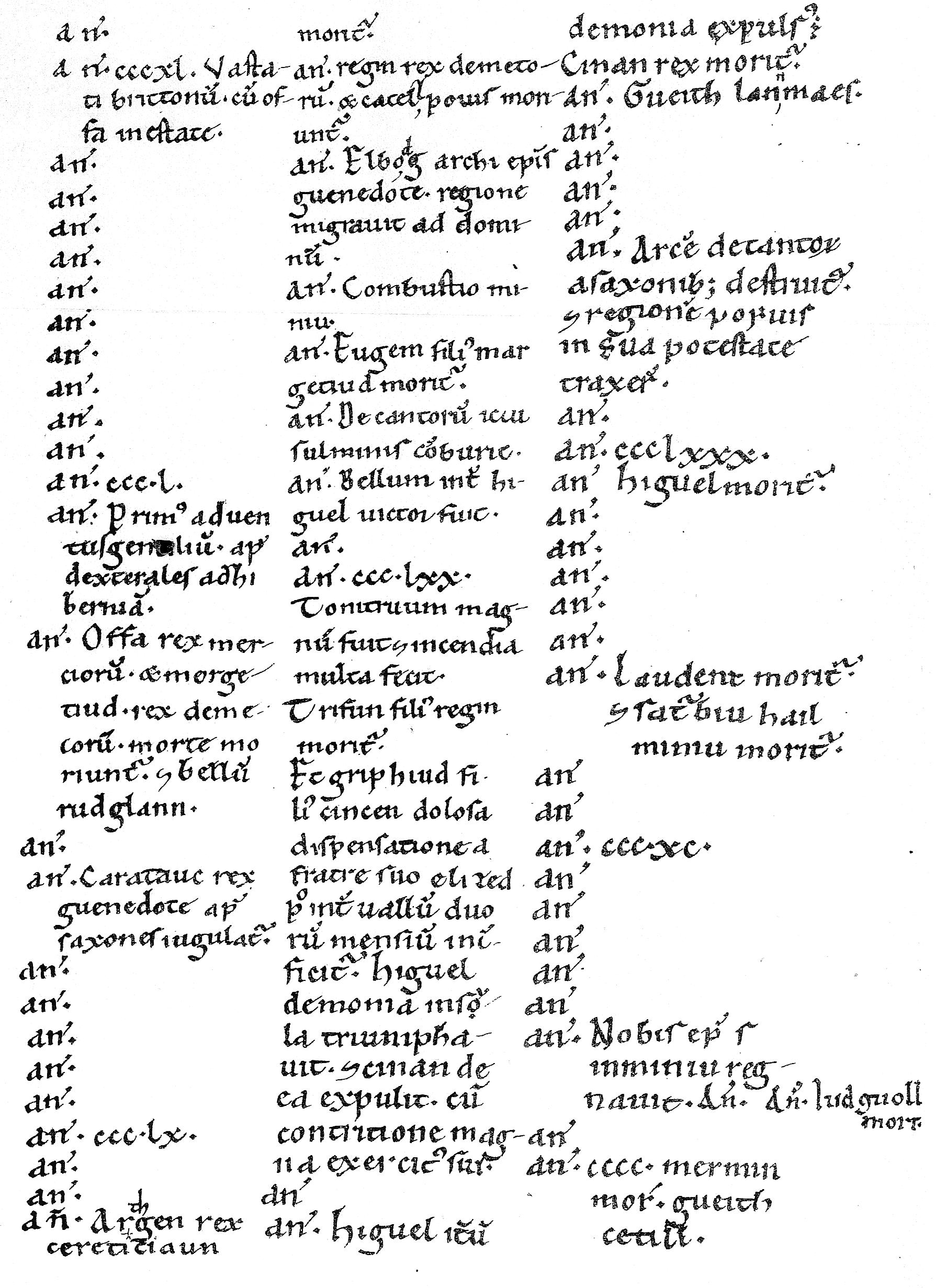
『カンブリア年代記』（写本MS. Harley 3859, folios 190r-193r.、ロンドン大英図書館蔵）

『カンブリア年代記』（カンブリアねんだいき、Annales Cambriae）は、ウェールズの歴史を綴った年代記。カンブリアと呼ばれた地域をラテン語で綴った年代記で、ダヴェドのセント・デイヴィッズで集められた10世紀以前の原稿をもとに書かれている。
「カンブリア」と名づけられているものの、本書はウェールズのみならず、コーンウォール、イングランド、スコットランド、場合によってはそれ以外の地域の年代も含められている。

## 資料
以下の4つが主要な資料として挙げられる。
1. MS. Harley 3859, folios 190r-193r.、ロンドン大英図書館蔵
2. MS. E.164/1 (K.R. Misc. Books, Series I) pp.2-25、London (Kew), Public Records Office蔵
3. MS. Cotton Domitian A.i, folios 138r-155r、ロンドン大英図書館蔵
4. Exeter, Cathedral Library, MS. 3514, pp. 523-8, the Cronica ante aduentum Domini.、エクセター大聖堂附属図書館蔵
5. ibid., pp. 507-19, the Cronica de Wallia.

1. は『ブリトン人の歴史』 (Historia Brittonum) の写本の中に無題名のまま収められており、オーワイン・アプ・ハウエル・ザーの系譜の前にいきなり現れている。この年代記には表立った名前はついていないが、445年から977年までのものと思われ、最後の記事が954年で終わっている。このことからこの原稿は10世紀後半のものであると思われている。
2. はウェールズ南部のニースにあるシトー会の修道院で書かれ、13世紀のものと思われる。題名は Annales ab orbe condito adusque A. D. mcclxxxvi [1286] となっている。
3. はセント・デイヴィッズで書かれた本の一部にあり、題名を Annales ab orbe condito adusque A. D. mcclxxviii [1288] という。13世紀のものと思われる。
4. と 5. はウェールズ南西部、ホウィットランドのシトー会修道院で書かれ、13世紀後半のものと思われる。4. は紀元前1132年から1285年までを書いた Cronica ante aduentum Domini 、5. は1190年から1266年までを書いた Cronica de Wallia に含まれている